# Lars-Börje Eriksson
Lars-Börje Eriksson detto Bulan (Stoccolma, 21 ottobre 1966) è un ex sciatore alpino svedese.

## Biografia
Figlio di Eivor Berglund, a sua volta sciatrice alpina, Eriksson ottenne il primo risultato internazionale ai Mondiali di Crans-Montana 1987, quando si classificò 9º nella combinata. In Coppa del Mondo ottenne il primo piazzamento il 10 gennaio 1988 a Val-d'Isère in supergigante (9º); fu quindi selezionato dalla nazionale svedese per partecipare ai XV Giochi olimpici invernali di Calgary 1988 e in quella sua unica presenza olimpica ottenne la medaglia di bronzo nel supergigante, fu 27º nella discesa libera e non completò la combinata.
Nel 1989 partecipò ai Mondiali di Vail piazzandosi 7º nel supergigante, 11º nello slalom gigante e 12º nella combinata, e ottenne la sua prima vittoria, nonché primo podio, in Coppa del Mondo, il 18 febbraio ad Aspen in supergigante; in quella stagione 1988-1989 in Coppa del Mondo fu 2º nella classifica di supergigante, superato dal vincitore Pirmin Zurbriggen di 11 punti. L'11 agosto 1989 a Thredbo colse in slalom gigante la sua seconda e ultima vittoria in Coppa del Mondo, mentre il suo ultimo podio fu il 2º posto ottenuto nel supergigante di Sestriere del 12 dicembre successivo; in quella stagione 1989-1990 in Coppa del Mondo fu 3º nella classifica di supergigante. L'ultimo piazzamento di rilievo della sua attività agonistica fu il 10º posto colto nel supergigante di Coppa del Mondo disputato a Valloire il 2 dicembre 1990: durante le prove della discesa libera dei successivi Mondiali di Saalbach-Hinterglemm 1991 si infortunò gravemente e non tornò più alle competizioni.

## Palmarès

### Olimpiadi
- 1 medaglia:
  - 1 bronzo (supergigante a Calgary 1988)

### Coppa del Mondo
- Miglior piazzamento in classifica generale: 8º nel 1990
- 6 podi (3 in supergigante, 3 in slalom gigante):
  - 2 vittorie
  - 3 secondi posti
  - 1 terzo posto

#### Coppa del Mondo - vittorie
| Data             | Località | Paese       | Specialità |
| ---------------- | -------- | ----------- | ---------- |
| 18 febbraio 1989 | Aspen    | Stati Uniti | SG         |
| 11 agosto 1989   | Thredbo  | Australia   | GS         |

Legenda:

SG = supergigante

GS = slalom gigante

### Campionati svedesi
- 3 ori (supergigante nel 1987; discesa libera, slalom gigante nel 1989)[2]